# Donato Zampini
Donato Zampini (Saronno, 10 dicembre 1926 – Fagnano Olona, 20 marzo 2007) è stato un ciclista su strada italiano, professionista tra il 1947 ed il 1957.

## Carriera
Corse per la Ganna, la Benotto, la Bartali, la Fiorelli, la Nivea-Fuchs e la Ignis. Le principali vittorie da professionista furono il Giro di Sicilia nel 1950, il Giro del Ticino e una tappa alla Volta Ciclista a Catalunya nel 1953 e una tappa al Tour de Suisse 1954. Nel 1952 fu secondo alla Parigi-Nizza e quarto al Giro d'Italia.

## Palmarès
- 1949 (Ganna, due vittorie)

Gran Premio di Ginevra
Gran Premio di Villadossola
- 1950 (Ganna, due vittorie)

Classifica generale Giro di Sicilia
1ª tappa Giro dei Due Mari
- 1951 (Ganna, due vittorie)

5ª tappa Giro di Sicilia
Trofeo Banfo
- 1952 (Ganna, una vittoria)

Gran Premio Industria e Commercio di Fagnano Olona
- 1953 (Benotto, tre vittorie)

Giro del Ticino
7ª tappa Volta Ciclista a Catalunya (Tarragona > Berga)
Gran Premio di Cavaria
- 1954 (Bartali, tre vittorie)

4ª tappa Bicicleta Eibarresa (Eibar > Eibar)
3ª tappa Tour de Suisse (Davos > Lecco)
2ª tappa Vuelta Asturias

### Altri successi
- 1952 (Ganna)

Maglia bianca (miglior indipendente) Giro d'Italia

## Piazzamenti

### Grandi giri
- Giro d'Italia

1950: 14º
1951: 17º
1952: 4º
1953: 16º
1954: 25º
1956: ritirato

### Classiche monumento
- Milano-Sanremo

1950: 11º
1951: 27º
1952: 23º
1954: 11º
1955: 100º
1956: 18º
- Parigi-Roubaix

1952: 12º
1953: 18º
- Giro di Lombardia

1949: 27º
1950: 4º
1951: 27º
1953: 8º
1955: 11º
1956: 32º